# 北脇町
北脇町（きたわきちょう）は、愛知県瀬戸市效範連区の町名。丁番を持たない単独町名である。

## 地理
瀬戸市の西部に位置する。西を效範町、北を北山町・水南町、東を東横山町・孫田町、南を川端町と隣接している。

### 河川
- 瀬戸川[8] ： 町の南端、川端町との町境を西流している。
- 桜川（瀬戸川支流） ： 町の東端、孫田町との町境を南流し、瀬戸川に注ぎ込んでいる。

- 桜川（北脇町・孫田町境）
- 瀬戸川と桜川の合流点[注釈 1]

### 学区
市立小・中学校に通う場合、学区は以下の通りとなる。また、公立高等学校普通科に通う場合の学区は以下の通りとなる。
| 番・番地等 | 小学校             | 中学校             | 高等学校 |
| ---------- | ------------------ | ------------------ | -------- |
| 全域       | 瀬戸市立效範小学校 | 瀬戸市立南山中学校 | 尾張学区 |

## 歴史

### 町名の由来
昔、この辺りは瀬戸川を中心として4つの島に分かれており、瀬戸川の北側にあたるこの地は北脇島と呼ばれていた。町名設定の際、北脇島を北脇町とした。

### 沿革
- 1945年（昭和20年）7月13日 - 瀬戸市大字今字北脇の一部[12]により、同市北脇町として成立[2]。
- 1984年（昭和59年）5月1日 - 小田妻町の一部[注釈 2]を編入[13]。

## 世帯数と人口
2024年（令和6年）1月1日現在の世帯数と人口は以下の通りである。
| 町丁   | 世帯数  | 人口    |
| ------ | ------- | ------- |
| 北脇町 | 561世帯 | 1,233人 |

### 人口の変遷
国勢調査による人口の推移
| 1995年（平成7年）  | 1,211人 | [ 14 ] |  |
| 2000年（平成12年） | 1,159人 | [ 15 ] |  |
| 2005年（平成17年） | 1,139人 | [ 16 ] |  |
| 2010年（平成22年） | 1,202人 | [ 17 ] |  |
| 2015年（平成27年） | 1,299人 | [ 18 ] |  |
| 2020年（令和2年）  | 1,242人 | [ 19 ] |  |

### 世帯数の変遷
国勢調査による世帯数の推移。
| 1995年（平成7年）  | 413世帯 | [ 14 ] |  |
| 2000年（平成12年） | 423世帯 | [ 15 ] |  |
| 2005年（平成17年） | 457世帯 | [ 16 ] |  |
| 2010年（平成22年） | 469世帯 | [ 17 ] |  |
| 2015年（平成27年） | 524世帯 | [ 18 ] |  |
| 2020年（令和2年）  | 525世帯 | [ 19 ] |  |

## 交通

### 鉄道
名鉄瀬戸線 ： 町の北端部、水南町・北山町との町境を東西に走っている。最寄り駅は新瀬戸駅・水野駅。
- 名鉄瀬戸線（北脇町・北山町境）

### バス
瀬戸市コミュニティバス「こうはん線」
- イオン瀬戸みずの店 - 東山町 - 陶生病院 系統 ： 水野駅バス停（イオン瀬戸みずの店方面乗り場）

- 水野駅バス停

### 道路
愛知県道208号上半田川名古屋線 ： 町の北部を東西に通り、町の西端部、效範町との町境を南北に通っている。
- 愛知県道208号標識（北脇町内）

## 施設
- 瀬戸效範郵便局 ： 窓口は平日のみ、ATMは土曜も営業[20]。駐車場は3台[20]。
- ビジネスホテル九番館 ： 2022年11月1日に開業した「ジブリパーク」まで直線距離で一番近いホテル[21]。名鉄瀬戸線水野駅から徒歩1分、コンビニも徒歩1分の好立地[21]。

- 瀬戸效範郵便局
- ビジネスホテル九番館

## その他

### 日本郵便
- 郵便番号 ： 489-0918[6]（集配局：瀬戸郵便局[22]）。